# Сказ о Евпатии Коловрате
«Сказ о Евпа́тии Коловра́те» — рисованный мультипликационный фильм, поставленный в 1985 году на студии «Союзмультфильм» режиссёром Романом Давыдовым по мотивам сюжетов исторических летописей XIII века о рязанском воеводе и богатыре Евпатии Коловрате.

## Сюжет
Гонец приносит весть о беде — на Русь вторгаются кочевники с юга. Коловрат, рязанский князь и народ на вече принимают решение сражаться, а не становиться рабами. Происходит несколько сражений, в которых монголы несут большие потери, но им удается сначала ранить богатыря, а затем сжечь Рязань. Богатыря лечит знахарь, но его семья, а также князь погибают, защищая город. Исцелившись, богатырь организует контрнаступление и разбивает немецких рыцарей, которые почему-то также служат монгольскому хану. Видя сильный отпор, монгольский хан предлагает поединок между сильнейшими воинами сторон, который должен решить всё. В поединке Евпатий побеждает степного батыра, но монголы нарушают слово и устраивают засаду на русичей, убивая Евпатия и отряд. Проявив уважение к воину, хан дает старикам похоронить того с почестями, но облагает Русь данью.
Через некоторое время вспыхивает новая волна русского сопротивления, и хан решает отступить за Итиль (Волгу).

## Создатели
- Автор сценария: Леонид Белокуров
- Кинорежиссёр: Роман Давыдов
- Художники-постановщики: Александр Винокуров, Олег Сафронов
- Композитор: Владимир Кривцов
- Кинооператор: Кабул Расулов
- Звукооператор: Владимир Кутузов
- Художники-мультипликаторы:
  - Владимир Зарубин,
  - Олег Сафронов,
  - Владимир Шевченко,
  - Антонина Алёшина,
  - Людмила Новикова,
  - Юрий Мещеряков,
  - Владимир Захаров,
  - Иосиф Куроян,
  - Сергей Аврамов,
  - Виталий Бобров,
  - Валентин Кушнерёв
- Роли озвучивали:
  - Роман Филиппов — Евпатий Коловрат,
  - Алексей Консовский — хан Батый,
  - Владимир Кенигсон — Субедей-багатур,
  - Степан Бубнов — кузнец Егор из Рязани,
  - Лев Шабарин — рыцарь,
  - Герман Качин,
  - Константин Захаров,
  - Владимир Бурлаков
- Художники: Владимир Морозов, Пётр Коробаев, Эрраст Трескин, Геннадий Морозов, Николай Митрохин
- Ассистент режиссёра: Татьяна Холостова
- Монтажёр: Наталия Степанцева
- Редактор: Пётр Фролов
- Директор съёмочной группы: Лилиана Монахова